# Euphthiracarus tesselatus
Euphthiracarus tesselatus är en kvalsterart som beskrevs av Wojciech Niedbała 2003. Euphthiracarus tesselatus ingår i släktet Euphthiracarus och familjen Euphthiracaridae. Inga underarter finns listade i Catalogue of Life.